# Chiesa di San Martino Vescovo (Sambughè)
La chiesa di San Martino Vescovo è la parrocchiale di Sambughè, in provincia e diocesi di Treviso.
Fa parte della collaborazione pastorale di Casale-Preganziol e condivide l'attuale parroco con la chiesa di Sant'Urbano Papa e Martire di Preganziol.

## Storia
L'attuale chiesa, ricostruita sui muri perimetrali della precedente romanica, risale alla prima metà dei sec. XVII. È stata consacrata il 26 agosto 1642 da mons. Marco Morosini, vescovo di Treviso, essendo parroco don Lazzaro Perusini. Fu restaurata nel 1834, nel 1959 e nel 1973. Definita da alcuni storici "piccola antologia del Seicento", è di stile tardo rinascimentale a tre navate: ha cinque altari, quattro dei quali dotati di magnifiche tele ad olio.

## La chiesa

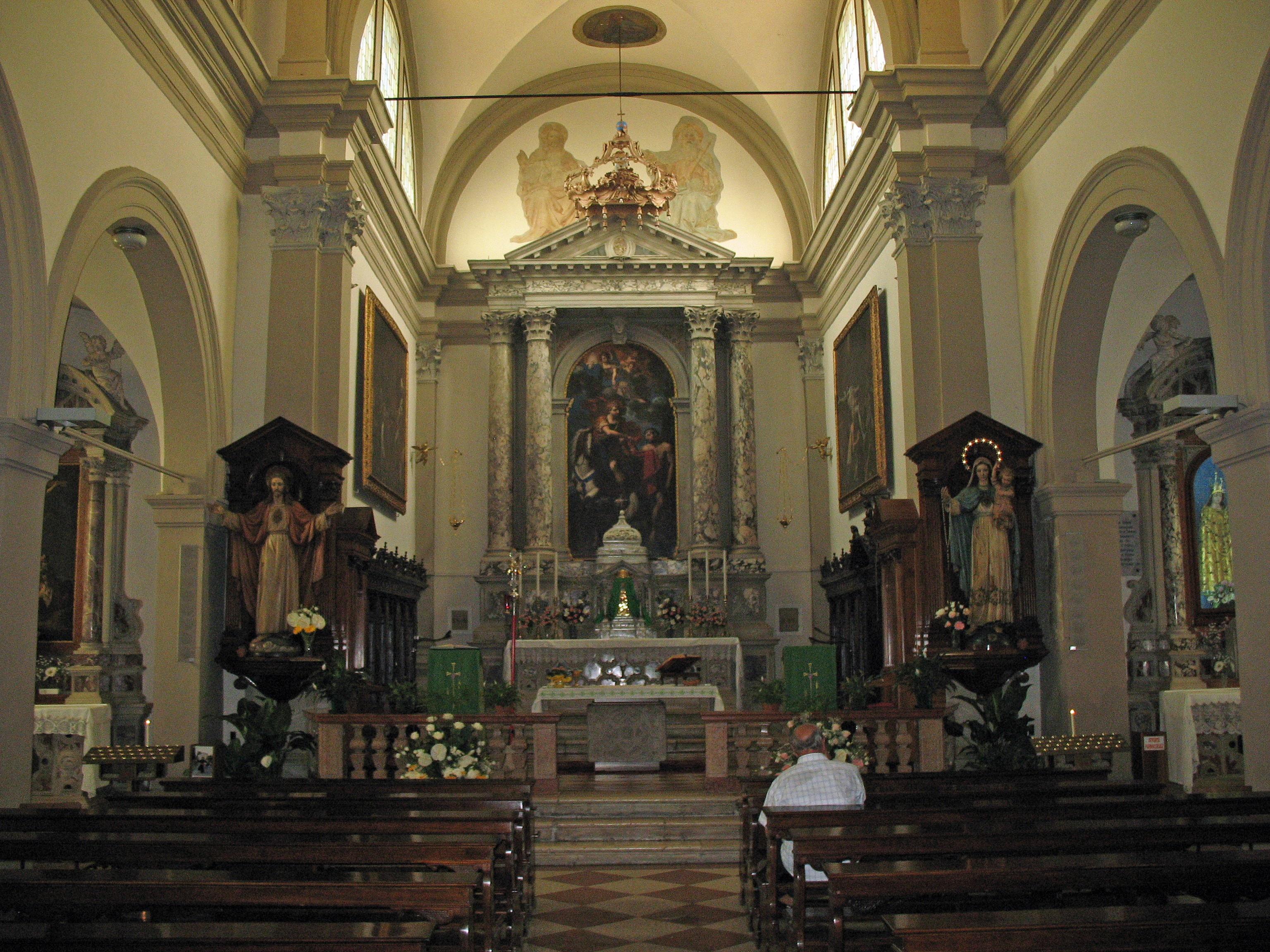
L'interno della chiesa

### Le tele
La tela dell'altare maggiore (probabilmente portata da Venezia nel 1652 c.) raffigurante S. Martino che dona parte del suo mantello al povero.
L'opera è stata eseguita dal pittore fiammingo Michele Desubleo (1602—1676) nel terzo quarto del sec. XVII.
La tela dell'altare detto del Crocifisso perché rappresenta Cristo in croce attorniato da S. Lorenzo (+258), S. Lucia (+304) e S. Rocco (1350 - 1380): è della prima metà del sec. XVIII ed attribuita a Francesco Migliori (1668 - 1734).
Quella dell'altare di S. Vincenzo Ferreri (1350—1419): non se ne conosce il pittore e sembra risalire alla prima metà del sec. XVIII. Il Santo domenicano e circondato da S. Bovo (+985) (al quale in Sambughè agli inizi del sec. XIV era dedica una chiesetta campestre), dalla martire S.Eurosia (+714) a da alcuni miserabili che ricordano il "Pio Istituto Poveri di Sambughè" iniziato nel 1683 in seguito ad un lascito (un palazzo e undici casette con campi) del Canonico veneziano Giambattista Usodimar e continuato poi nel tempo come istituzione giuridica da Lucrezia Gennari, ultima erede dei nobili Usodimar.
C'è poi la graziosa tela (seconda metà del sec. XVIII) di autore ignoto dell'altare di S. Antonio di Padova (1195 - 1231): rappresenta il Santo che dolcemente abbraccia il Bambino Gesù.

### Il presbiterio
È delimitato dalle balaustre marmoree settecentesche: sono composte di due pezzi speculati con colonnine intervallate da pilastrini rettangolari modanati.
A destra e a sinistra delle balaustre ci sono due statue in legno di noce (la Madonna con Bambino e il Sacro Cuore di Gesù) scolpite elegantemente nel 1948 dallo scultore Lodovico Moroder della Val Gardena.
Entro le loro cornici dorate, sempre nel presbiterio, si possono ammirare due splendide tele eseguite tra il 1653 e il 1660 dal pittore calabrese Mattia Preti (1613 - 1699): rappresentano "Gesù davanti ad Erode" e "L'innalzamento di Cristo sulla croce".
Sono state regalate alla parrocchia con atto notarile datato al 3 agosto 1707 dai fratelli Ottavio e Giovanni Battista Lumaga (originati di Piuro e residenti in Venezia), ma già destinate nel 1667 alla comunità sambughese dal loro padre Giovanni Andrea, che in Sambughè possedeva una villa per il soggiorno estivo.
Ancora nel presbiterio c'è il coro in legno di noce del 1665 (forse dono dei Lumaga), di manifattura veneta, con mensole intagliate a motivi fitomorfi, paraste con capitelli ionici e coronamento con vasetti porta - palme e puttini alati.
Da notare la porta di destra a due ante con cornici modanate, catenaccio in ferro battuto composto di due pezzi e due maniglie bronzee a forma di busto di puttino con grappoli d'uva.
Sormonta la porta un elegante timpano spezzato con tre piccole sculture lignee: un riccioluto putto centrale in posizione retta e due figure femminili assise sugli spioventi del timpano.
In alto c'è poi la corona pensile in legno intagliato e dorato, eseguita probabilmente tra il 1740 e il 1760 da ignota bottega veneta.

### Gli altari
L'altare maggiore è interessante: un'ampia mensa, il tabernacolo a tempietto e il paliotto policromo a pannello piano. È sormontato da quattro solenni colonne marmoree con capitelli compositi in pietra e un bel timpano con cornice a dentelli. Il tutto di fattura veneta. Sul lato destro dell'altare vi è scolpita la seguente nota storica:
Altare hoc ut iacet erectum anno Domini
R.P. Lazaro Perugino Plebano
Joanne Bergamo ac Baptista Murario massariis.»
Nella navatella di destra abbiamo l'altare della Madonna (1763): è a edicola e mensa con paliotto a pannello piano con specchiatura a marmi policromi, tabernacolo a frontale architettonico, due colonne marmoree con
capitelli corinzi in pietra e timpano ad arco ribassato e spezzato, sormontate da tre angioletti in pietra.
La statua della Vergine col Bambino, probabile opera di scuola veneta, sembra risalire alla fine del sec. XVII. È in legno intagliato, bulinato e dorato: si tratta di una scultura a tutto tondo che riprende l'iconografia della Madonna di Loreto.
Si dice sia stata trovata in un fossato dell'attuale Via Sagramora e trasportata poi in chiesa con solenne processione. In ricordo di questo avvenimento i sambughesi ne fissarono la festa l'8 settembre, dando così inizio all'annuale "sagra" paesana.
Nella navatella di sinistra c'è l'altare del Crocifisso della prima metà del sec. XVIII. Ha una mensa con tabernacolo a frontale architettonico, due colonne in marmo con capitelli corinzi e timpano ad arco ribassato e spezzato con tre puttini. Da notare sia il paliotto a pannello piano con supporto in pietra, specchiatura a marmi policromi con al centro una croce, sia il gradino con intarsi a motivi geometrici.
Anche gli altri due altari laterali (S.Antonio e S.Vincenzo) sono interessanti e di buon gusto artistico.
Anzitutto l'altare di S. Antonio, della seconda metà del sec. XVIII. Ha mensa con paliotto a pannello piano con specchiatura a marmi policromi, tabernacolo a frontale architettonico, due colonne marmoree e capitelli corinzi in pietra, timpano ad arco ribassato e sormontato da tre angioletti in pietra.
Infine ammiriamo l'altare di S. Vincenzo (prima metà del sec. XVIII): è dotato di mensa con paliotto a pannello piano, due colonne marmoree con capitelli corinzi, timpano ad arco ribassato e spezzato con cornice a dentelli e due angioletti in pietra.

### I confessionali
Nelle navate laterali della chiesa si trovano due confessionali in legno di noce, di manifattura veneta della metà dei sec. XVII, con colonnine tortili, drappeggi, capitelli compositi, timpano spezzato con cornici a dentelli, croce apicale e, in un esemplare, due puttini musicanti.

### Il battistero
Un cenno particolare merita il fonte battesimale in pietra risalente probabilmente all'epoca della ricostruzione della chiesa, cioè alla prima metà del sec. XVIII. Ha una base quadrata, fusto piriforme e vasca circolare scolpita con bassorilievi a motivi fitomorfi. È sormontato da un coprifonte in legno intagliato, parzialmente dorato, con sopra la statuetta in legno policromo di S.Giovanni Battista.
A lato del fonte si trova un lavello in pietra del sec. XVII, a vasca circolare con modanature sull'orlo.

### La cantoria e l'organo
Di relativa importanza è la cantoria in legno, sostenuta da quattro colonne ioniche.
È stata realizzata tra il 1863-64 dopo che la precedente era stata bruciata da un fulmine abbattutosi il 23 agosto 1863, distruggendo, tra l'altro, anche il pregevole organo di Gaetano Callido (1727 - 1813).
L'attuale organo, risalente al 1940 (ditta Aletti di Monza), è ora inutilizzabile e di relativa importanza storica.
Sul parapetto della cantoria si notano tre dipinti a olio realizzati attorno alla metà del sec. XX e rappresentanti S. Cecilia (+230), il papa S. Gregorio Magno (540 - 604) e il papa S. Pio X (1835 - 1914).

### I dipinti
Sulla volta della navata centrale si possono ammirare la "Gloria di S. Martino" e i simboli dei quattro Evangelisti. Sono dipinti a pennello eseguiti nel 1928 dal pittore Gian Maria Lepscky (1897 - 1964). Sulla volta del presbiterio invece ci sono quattro affreschi (sec. XIX), che rappresentano le allegorie della Fede, della Speranza, della Carità e della Giustizia.

### Il crocifisso
Sulla parete, a sinistra della porta principale, vi è appeso un crocifisso in legno dorato e incastonato di elementi in madreperla. Opera di buon maestro di scuola veneta. E databile alla prima metà del sec. XVIII.

### All'esterno della chiesa
Sulle pareti esterne della chiesa si trovano due lastre in marmo di un certo interesse storico - artistico:
• lastra funeraria da pavimento con scolpita l'immagine di un prelato disteso entro un'edicola e sontuosamente vestito. Sulla parte inferiore porta la seguente scritta:
Pietro d. Paulo Tlarolo Alla Vecchia ha fatto un libero dono di questa archa al M.R. Franc. Permarin piovano in Villa de Sambughè acciò si facci una sepoltura per lui et per tutti li reverendi piovani successori suoi. MDLXXXIII, Il agosto;
• lastra a rilievo, di manifattura veneta, con cornice modanata in stucco dipinto, con scolpito "Cristo passo" sostenuto e attorniato da angeli. È opera marmorea della seconda metà del sec. XVI.
Infine sul verde prato, già area cimiteriale, si eleva una colonnina in marmo con croce apicale in ferro. Risale probabilmente alla seconda metà del 1600.
Tra la chiesa e la canonica gli antichi cittadini di Sambughè costruirono una solenne entrata per accedere al cimitero (non più esistente dal 1955): è una struttura elegante detta "graèa".
Una scrittura sulla trabeazione di destra dice: Tempo Dei R.P. Lazaro Pervigino R. l'anno MDXXX, XXVIllI mazo (= maggio).